# Omphalucha exocholoxa
Omphalucha exocholoxa là một loài bướm đêm trong họ Geometridae.